# 福州地铁8号线
福州地铁8号线，又称福州市轨道交通8号线，是中华人民共和国福建省福州市远期规划中的一条城市轨道交通线路。

## 简介
2015年12月31日，国家发展和改革委员会批复了福州市城市轨道交通第二期建设规划（2015～2021年）,其中新增了远期建设福州地铁8号线、9号线的设想。。根据规划，福州地铁8号线是福州轨道交通线网拓展线路。8号线全长49.83公里，设站19座。线路起自于闽侯县厚庭站，经乌龙江大道、大樟溪、三联村、南通镇、青口镇、玉田镇、首占镇至终点站长乐吴航镇。